# أميري لمئة يوم
أميري لمئة يوم (بالكورية: 백일의 낭군님)؛ هو مسلسل تلفزيوني تاريخي كوري جنوبي، من بطولة دي أو ونام جي هيون، تم عرضه على قناة تي في إن في الفترة بين 10 سبتمبر حتى 30 أكتوبر 2018.

## روابط خارجية
أميري لمئة يوم على موقع IMDb (الإنجليزية)
- أميري لمئة يوم على موقع نتفليكس (الإنجليزية)
- أميري لمئة يوم على موقع كينوبويسك (الروسية)
- أميري لمئة يوم على موقع قاعدة بيانات الفيلم (الإنجليزية)